# Pyemotes
|  | Dieser Artikel wurde aufgrund von formalen oder inhaltlichen Mängeln in der Qualitätssicherung Biologie zur Verbesserung eingetragen. Dies geschieht, um die Qualität der Biologie-Artikel auf ein akzeptables Niveau zu bringen. Bitte hilf mit, diesen Artikel zu verbessern! Artikel, die nicht signifikant verbessert werden, können gegebenenfalls gelöscht werden. Lies dazu auch die näheren Informationen in den Mindestanforderungen an Biologie-Artikel. |

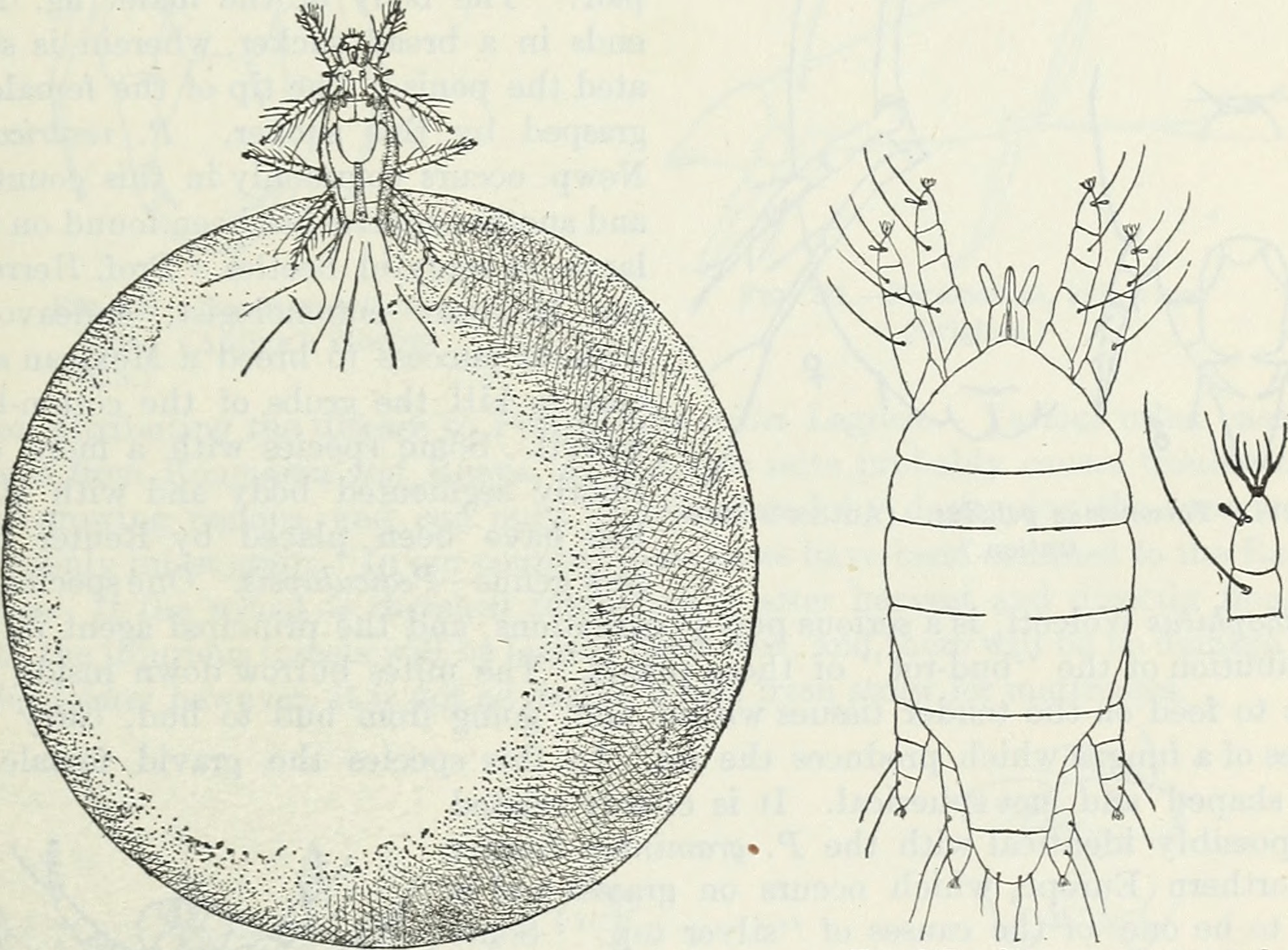
Links: Weibl. Kugelbauchmilbe Pyemotes ventricosus.

Pyemotes ist eine Gattung der Milben (Acari) aus der Ordnung der Trombidiformes. Sie beinhaltet durchweg Insektenparasiten die vor allem auf Käfern und Bienen leben.
Die Gattung unterteilt sich in zwei Gruppen, die scolyti-Gruppe und die ventricosus-Gruppe. Arten der ersteren Gruppe sind Parasiten von Borkenkäfern und zumindest eine Morphe der Weibchen lebt phoretisch.
Einige Pyemotes-Arten können Dermatitis beim Menschen auslösen. Verursacher sind bei Insekten parasitierende Arten, wenn ihnen der primäre Wirt nicht zur Verfügung steht; der Mensch ist also in diesen Fällen Fehlwirt. Die ausgelösten, geröteten und juckenden Quaddeln können sehr lästig werden. Als Verursacher bekannt sind: Pyemotes tritici, bei Personen die mit Stroh oder Getreidevorräten arbeiten, eigentliche Wirte der Art sind vorratsschädliche Larven von Käfer- oder Schmetterlingsarten. (In älteren Publikationen wird die Art noch als Pyemotes ventricosus klassifiziert.) Pyemotes ventricosus bei Personen, die in Kontakt mit verbautem alten Holz oder alten Möbeln standen. Eigentlicher Wirt der Milbenart sind „Holzwürmer“ (die Larven des Gemeinen Nagekäfers, Anobium punctatum). In Nordamerika zeigten in einigen Regionen viele Tausend Personen rote Quaddeln, die durch Pyemotes herfsi verursacht worden waren. Diese Art parasitiert, neben anderen Wirten, Gallmücken der Gattung Contarinia, die Pflanzengallen auf Eichen auslösen. Betroffen waren besonders die Beine, vermutlich durch von Bäumen herabgefallene Milben.

## Systematik
Die Gattung umfasst unter anderem folgende Arten (Europa):
- Pyemotes anobii Krczal, 1959
- Pyemotes beckeri Krzal, 1959
- Pyemotes bruckeri (Oudemans, 1936)
- Pyemotes dryas (von Vitzthum, 1923)
- Pyemotes herfsi (Oudemans, 1936)
- Pyemotes mandelshtami Khaustov, 1998
- Pyemotes mosheri Khaustov, 1998
- Pyemotes pseudoscolyti Khaustov, 1998
- Pyemotes schwertfegeri Krczal, 1959
- Pyemotes scolyti (Oudemans, 1936)
- Pyemotes tritici (LaGreze-Fossot & Montagne, 1851)
- Pyemotes tuberculatus Cross, Moser & Rack, 1981
- Pyemotes ventricosus (Newport, 1850)
- Pyemotes zwoelferi Krczal, 1963